# Bissau-Guinea a 2004. évi nyári olimpiai játékokon
Bissau-Guinea a görögországi Athénban megrendezett 2004. évi nyári olimpiai játékok egyik részt vevő nemzete volt. Az országot az olimpián 2 sportágban 3 sportoló képviselte, akik érmet nem szereztek.

## Atlétika
Férfi
| Versenyző         | Versenyszám | Előfutam | Előfutam | Előfutam | Elődöntő | Elődöntő | Elődöntő | Döntő   | Döntő    |
| Versenyző         | Versenyszám | Idő      | Hely.    | Össz.    | Idő      | Hely.    | Össz.    | Idő     | Helyezés |
| ----------------- | ----------- | -------- | -------- | -------- | -------- | -------- | -------- | ------- | -------- |
| Danilson Ricciuli | 400 m       | 49,27    | 8.       | 59.      | kiesett  | kiesett  | kiesett  | kiesett | kiesett  |

Női
| Versenyző  | Versenyszám | Előfutam      | Előfutam      | Előfutam      | Elődöntő | Elődöntő | Elődöntő | Döntő   | Döntő    |
| Versenyző  | Versenyszám | Idő           | Hely.         | Össz.         | Idő      | Hely.    | Össz.    | Idő     | Helyezés |
| ---------- | ----------- | ------------- | ------------- | ------------- | -------- | -------- | -------- | ------- | -------- |
| Anhel Cape | 800 m       | nem ért célba | nem ért célba | nem ért célba | kiesett  | kiesett  | kiesett  | kiesett | kiesett  |

## Birkózás

### Női
Szabadfogású
| Versenyző       | Versenyszám | Csoportkör                                                                          | Csoportkör | Elődöntő          | Bronz- mérkőzés   | Döntő             | Helyezés |
| Versenyző       | Versenyszám | Ellenfél Eredmény                                                                   | Hely.      | Ellenfél Eredmény | Ellenfél Eredmény | Ellenfél Eredmény | Helyezés |
| --------------- | ----------- | ----------------------------------------------------------------------------------- | ---------- | ----------------- | ----------------- | ----------------- | -------- |
| Leopoldina Ross | 48 kg       | B csoport · Cogtbadzarín Enhdzsargal (MGL) · 0-12 · Angélique Berthenet (FRA) · TUS | 3.         | kiesett           | kiesett           | kiesett           | 13.      |